# Stefan Pogrobowiec
Stefan Pogrobowiec (ur. 1236, zm. 1271) – książę węgierski z dynastii Arpadów.
Stefan Pogrobowiec był uważany za syna króla węgierskiego Andrzeja II i jego trzeciej żony Beatrycze, córki Aldobrandina I, margrabiego Este. Faktycznie jego ojcem był magnat węgierski Dénes, syn Apolda, który został oślepiony z rozkazu syna i następcy Andrzeja II, króla Beli IV.
Stefan Pogrobowiec nosił tytuł księcia Slawonii. Jego pierwszą żoną była poślubiona w 1263 Elżbieta, córka Wilhelma Traversari. Z tego związku pochodził młodo zmarły syn Stefan. Po raz drugi Stefan Pogrobowiec ożenił się z Tomasiną, córką Michała Morosiniego. Z tego małżeństwa pochodził król Andrzej III, ostatni monarcha węgierski z dynastii Arpadów.